# Дом Губина (Липецк)
Дом Губина — бывший дворянский особняк в г. Липецке на улице Ленина 7а.
Дом назван по имени его последнего владельца, принадлежит к числу старейших зданий города и представляет огромную историческую и архитектурную ценность. Усадебное место, где впоследствии расположился дворянский особняк, связанной с родословной великого поэта А.С. Пушкина: усадебным участком вплоть до 1818 года владела помещица Надежда Герасимовна Пушкина. Она была супругой Юрия Алексеевича Пушкина, родного брата Марии Алексеевны Пушкиной-Ганнибал, бабушки поэта.